# Cântecul fusului
„Cântecul fusului” este o poezie alcătuită din nouă strofe cu câte opt versuri, scrisă de George Coșbuc și publicată în primă ediție în 1893 în volumul Balade și idile.